# جيمس مور (سياسي)
جيمس مور (بالإنجليزية: James Moore)‏ هو سياسي أمريكي، ولد في 1650 في إنجلترا في المملكة المتحدة، وتوفي في 1706. انتخب حاكم كارولينا الجنوبية ‏ ( – مارس 1703).